# Atelopus marinkellei
Espèce
Synonymes
- Atelopus ebenoides marinkellei Cochran & Goin, 1970

Statut de conservation UICN

CRD : 
En danger critique
Atelopus marinkellei est une espèce d'amphibiens de la famille des Bufonidae.

## Répartition
Cette espèce est endémique du département de Boyacá en Colombie. Elle se rencontre entre 2 660 et 3 450 m d'altitude sur les páramos de Vijagual, de Psiba et de Toquilla dans le nord de la cordillère Orientale.

## Étymologie
Cette espèce est nommée en l'honneur de Cornelis Johanes Marinkelle (1925-).

## Publication originale
- Cochran & Goin, 1970 : Frogs of Colombia. United States National Museum Bulletin, no 288, p. 1-655 (texte intégral).